# Nederländerna i olympiska sommarspelen 1912
Nederländerna deltog med 33 deltagare vid de olympiska sommarspelen 1912 i Stockholm. Totalt vann de tre bronsmedaljer.

## Medaljer

### Brons
- Piet Bouman, Joop Boutmy, Nico Bouvy, Huug de Groot, Bok de Korver, Nico de Wolf, Constant Feith, Ge Fortgens, Just Göbel, Dirk Lotsy, Caesar ten Cate, Jan van Breda Kolff, Jan van der Sluis, Jan Vos och David Wijnveldt - Fotboll.
- Adrianus de Jong, Willem van Blijenburgh, Jetze Doorman, Leonardus Salomonson och George van Rossem - Fäktning, värja.
- Willem van Blijenburgh, George van Rossem, Adrianus de Jong, Jetze Doorman, Dirk Scalongne och Hendrik de Jongh - Fäktning, sabel.